# Сантьяго
Сантья́го (Сант-Яго), або Сантья́го-де-Чи́лі (ісп. Santiago de Chile, МФА: [sanˈtjaɣo ðe ˈtʃile]; кеч. Santiyayu) — столиця Чилі і найбільше місто країни, розміщене в Центральній долині Чилі на висоті 520 м над рівнем моря.
Сантьяго засноване іспанським конкістадором Педро де Вальдивія 12 лютого 1541 року, і було столицею Чилі з колоніальних часів. Центр міста, збудований у 19-му столітті, переважно в неокласицистичному стилі має звивисті провулки з вкрапленнями ар деко, неоготики й інших стилів. Міському пейзажу Сантьяго надають обрисів кілька поодиноких пагорбів, річка Мапочо та багато парків. Анди можна споглядати з більшості точок міста. Гори створюють значну проблему зі смогами, особливо впродовж зимового періоду. Передмістя переважно складаються із виноградників. Місто знаходиться за кілька годин їзди як від гір, так і від Тихого океану.
Приблизно два десятиліття безперервного економічного росту перетворили Сантьяго на одне з провідних міст Латинської Америки, із розвиненими приміськими районами, містами відпочинку і вражаючою багатоповерховою архітектурою. Місто також пишається однією з наймодерніших у Латинській Америці транспортних систем, що включає Метро Сантьяго й систему платних автодоріг Costanera Norte, що сполучає ділову частину міста із східними та західними передмістями. Сантьяго є регіональним фінансовим центром. У місті базуються осідки більшості великих чилійських компаній.
Серед вузів є Чилійський університет та Університет Сантьяго.

## Землетруси
Через своє розташування на Тихоокеанському вогняному колі і на лінії зіткнення плити Наска і Південноамериканської плити, для Сантьяго характерна значна тектонічна активність. Перший землетрус, зафіксований в Сантьяго, відбувся 1575 року, через 34 роки після заснування Сантьяго. Землетрус 1647 року спустошив місто і послужив основою новели Генріха фон Клейста «Землетрус у Чилі».
Вальдивійський землетрус 1960 року і землетрус в Альгарробо 1985 року викликали руйнування в Сантьяго і привели до розробки нових, більш суворих будівельних норм і правил, з тим, щоб звести до мінімуму майбутній збиток від землетрусів. 2010 року у Чилі стався землетрус силою 8,8 балла за шкалою Ріхтера, який став шостим у світі за силою. У результаті землетрусу загинуло 525 осіб, з яких 13 — у Сантьяго, а збиток був оцінений в 15-30 мільярдів доларів США. 370 000 домівок були пошкоджені, але будівельні норми, введені раніше, зіграли свою позитивну роль — кількість жертв була набагато менша, ніж під час землетрусу на Гаїті того ж року, під час якого загинуло щонайменше 100 000 осіб.

## Клімат
Клімат Сантьяго середземноморський, з тривалим посушливим сезоном і дощовою зимою. Прибережні гори Берегові Кордильєри служать екраном, що знижує вплив Тихого океану, тому клімат в районі Сантьяго має деякі риси континентального клімату — коливання добових температур в літній період можуть перевищувати 30 °C. Літо (з листопада по березень) не спекотне і сухе. Зима (з червня по вересень) дощова.
| Клімат Сантьяго                                                      | Клімат Сантьяго | Клімат Сантьяго | Клімат Сантьяго | Клімат Сантьяго | Клімат Сантьяго | Клімат Сантьяго | Клімат Сантьяго | Клімат Сантьяго | Клімат Сантьяго | Клімат Сантьяго | Клімат Сантьяго | Клімат Сантьяго | Клімат Сантьяго |
| Показник                                                             | Січ.            | Лют.            | Бер.            | Квіт.           | Трав.           | Черв.           | Лип.            | Серп.           | Вер.            | Жовт.           | Лист.           | Груд.           | Рік             |
| Абсолютний максимум, °C                                              | 36              | 37              | 34              | 31              | 31              | 27              | 27              | 29              | 31              | 33              | 36              | 37              | 37              |
| Середній максимум, °C                                                | 29,7            | 29,1            | 26,9            | 23,3            | 18,7            | 15,2            | 14,9            | 16,7            | 19,0            | 22,3            | 25,4            | 28,4            | 22,5            |
| Середня температура, °C                                              | 20,9            | 19,9            | 17,6            | 14,2            | 11,1            | 8,5             | 8,1             | 9,5             | 11,5            | 14,5            | 17,3            | 19,9            | 14,4            |
| Середній мінімум, °C                                                 | 13,0            | 12,4            | 10,7            | 8,0             | 6,3             | 4,3             | 3,9             | 4,8             | 6,1             | 8,2             | 10,1            | 12,0            | 8,3             |
| Абсолютний мінімум, °C                                               | 6               | 6               | 3               | 1               | −3              | −5              | −7              | −6              | −2              | −1              | 2               | 2               | −7              |
| -------------------------------------------------------------------- | --------------- | --------------- | --------------- | --------------- | --------------- | --------------- | --------------- | --------------- | --------------- | --------------- | --------------- | --------------- | --------------- |
| Джерело: BBC Weather (температура), Meteorología Interactiva (опади) |                 |                 |                 |                 |                 |                 |                 |                 |                 |                 |                 |                 |                 |

## Населення
За даними перепису населення 2002 року, чисельність населення Великого Сантьяго в межах столичної території Сантьяго (ісп. Área metropolitana de Santiago) склала 5 428 590 осіб, або 35,9 % всього населення країни. Населення на 2015 — 5 392 395. При цьому 79 % жителів народилися в Сантьяго. 3,3 % жителів індіанського походження: 3,16 % — араукани, 0,05 % — аймара, 0,03 % — кечуа і 0,02 % — рапануйці.
Найбільшими темпами населення міста (як і його площа) росло в XX столітті: так в 1907 році його чисельність становила 384 тис. осіб, в 1940 році — 1,0 млн, в 1960 році — 2,0 млн, 1982 році — 3,9 млн, 1992 році — 4,7 млн осіб.
За релігійною приналежністю в 1991 році 74,8 % жителів Сантьяго назвали себе католиками, 7,6 % — євангелістами, 1,8 % — мормонами, 1,7 % — Свідками Єгови.
Сантьяго — одне з найбільших міст Південної Америки. Агломерація Сантьяго налічує 6,243 млн осіб (2014 рік).

## Архітектура
Найважливішим історичним місцем і пам'яткою Сантьяго є пагорб Санта-Лусія, на якому височіє старовинний замок. Саме біля підніжжя цього пагорба, в долині річки Мапочо конкістадор Педро де Вальдивія заснував місто Сантьяго. На площі Пласа-де-Армас в рік 150-річчя незалежності Чилі у 1960 році був споруджений пам'ятник його засновнику. Оточують площу такі споруди, як Будинок губернаторів, Муніципалітет, будівля Королівської Аудієнції, де зараз знаходиться Національний історичний музей, який представляє прекрасні експозиції, присвячені історії чилійської живопису і прикладного мистецтва, Кафедральний Собор — найбільший в Чилі, і Палац Ла-Монеда, в якому спочатку розміщувався монетний двір, а пізніше резиденція уряду.
У центрі міста знаходиться прямокутна площа Пласа-де-Армас (Збройна площа), яка є головною площею столиці. По її периметру розташовані будівлі в стилі бароко, побудовані в колоніальний період. З них найпримітніший католицький собор (1541—1619), президентський палац Ла-Монеда (1780—1805) і Ратуша (XVIII століття). Головна вулиця міста — авенида Бернардо О'Хіггінса, яку також часто називають Аламеда (Тополева алея). У числі інших архітектурних пам'яток можна відзначити монетний двір і церкву Сан-Франциска, побудовану у 1618 році. У столиці часто зустрічаються споруди в стилях модерн, неокласицизм і неоготика. XX століття додав до вигляду міста комплекс високих адміністративних і житлових будівель.
Місто «охороняє» білокам'яна статуя Діви Марії, що піднімається на горі Сан-Крістобаль, куди можна потрапити на підйомнику. З гори відкривається вид на околиці. Це улюблене місце для прогулянок містян, її можна назвати центральним парком, тут знаходиться зоопарк, ботанічний сад Чагуаль, басейни, музей вин, ресторани, майданчики для прогулянок.
Муніципальний театр Опери та Балету, побудований у 1857 році і якій відкрився 17 грудня того ж року постановкою опери Джузеппе Верді «Ернані», вважається одним з найкращих на континенті. Багато відомих артистів виступали на підмостках цього театру, від Анни Павлової до Пласідо Домінго. У 1974 році муніципальний театр був внесений до списку Національних Пам'яток Чилі.
Копією паризького Петі-Пале є палац мистецтва Палаціо-де-Бельяс-Артес в парку Форесталь, який в 1976 році також став Національним Пам'ятником Чилі. Район Беллавіста, відомий як «Паризький квартал», є найяскравішим районом міста, з незліченними ресторанчиками на будь-який смак і ярмарком ремесел. У місті знаходиться будівля юстиції, в якому розташований Верховний суд Чилі — вища судова інстанція в країні.
Серед парків: парк Метрополітан, найбільший з парків розміром 780 га; парк Араукани, заснований в XVII столітті; парк Ботанико, в ньому близько 70 видів дерев; парк Лас-Ескультурас (Парк скульптур); Парку-де-лос-Рейес (Парк Королів), побудований на честь 500-річчя відкриття Америки; парк О'Хіггінс, в ньому знаходиться село, Музей Уасо, Музей комах і раковин, Акваріум та Центр ремесел; інші парки: Альмагро, Гранхавентура, Бустанменте, Інес-де-Суарес, Хуан XIII, Мауіда, Бісентенаріо, Форесталь.

## Музеї
|                                        |                               |                                      |                           |
| Національний музей витончених мистецтв | Національний історичний музей | Національний музей природної історії | Музей сучасного мистецтва |

- Музей доколумбового мистецтва
- Національний музей витончених мистецтв
- Музей сучасного мистецтва
- Національний історичний музей
- Національний музей природної історії
- Музей народного американського мистецтва
- Музей Сантьяго
- Національний музей Бенджаміна Вікунья Маккенна
- Будинок-музей поета Пабло Неруди

## Транспорт

### Міський транспорт
Системою громадського транспорту управляє компанія Transantiago, яка експлуатує метро і автобуси. Метрополітен Сантьяго існує з 1975 року. Складається з 5 ліній і 108 станцій. 4 липня 2017 року почалися пусконалагоджувальні роботи на 6 лінії метрополітену, пуск цієї лінії запланований на 4 квартал 2017 року, ще одна лінія буде введена в експлуатацію у кінці 2018 року. Автобуси, європейських марок, обслуговуються приватними компаніями. Оплата проїзду здійснюється за допомогою безконтактної картки.

### Міжміський транспорт
Міжнародний аеропорт імені комодора Артуро Меріно Бенітеса розташований за 15 км від центру міста. Аеропорт є місцем базування чилійських авіакомпаній LAN Airlines, Sky Airline і PAL Airlines.

## Спорт
Головний вид спорту чилійської столиці — футбол, в який на професійному рівні грає дев'ять команд, в тому числі «Коло-Коло», «Аудакс Італьяно», «Палестино», «Уніон Еспаньйола», «Універсідад де Чилі», «Універсідад Католіка», «Депортес Магальянес», «Сантьяго Морнінг». У місті знаходиться штаб-квартира Чилійської федерації футболу.
Головна футбольна арена країни — Національний стадіон імені Хуліо Мартінеса Праданоса на 47 тисяч глядачів, домашній стадіон для збірної Чилі з футболу. Другий великий стадіон — «Монументаль Давід Арельяно».

## Галерея
|                    |                             |                            |                    |
| Телебашта «Ентель» | Гран-Торре-Сантьяго (300 м) | Палац президента Ла-Монеда | Кафедральний собор |

## Персоналії
- Валентіна Варґас (*1964 — французька акторка чилійського походження.
- Трутенко Валентин Максимович — генерал-хорунжий армії УНР, помер у місті.

## Міста-побратими
- Афіни, Греція (21 жовтня 1969)
- Богота, Колумбія
- Буенос-Айрес, Аргентина
- Гуаякіль, Еквадор
- Київ, Україна
- Мадрид, Іспанія
- Манагуа, Нікарагуа
- Мехіко, Мексика
- Маямі, США
- Міннеаполіс, США
- Пласенсія, Іспанія
- Рига, Латвія
- Сан-Паулу, Бразилія
- Сан-Хосе, Коста-Рика

### Міста-партнери
- Париж, Франція

## Українські місця
Українці в Чилі мають свої пам'ятні місця, більшість яких сконцентровано в Сантьяго:
- Будівля муніципального театру в Сантьяго, в якому виступала під час гастролів у Чилі в 1897 р.  Соломія Крушельницька.
- На центральний вулиці Сантьяго — вул. Бенрнардо О'Гіґґенса відкрили площу Києва (у списку монументів зазначено «Міст до Києва»). Тут розмістили композицію скульптора Франциско Гасітуа «Міст до Києва» (Monumento conceptual «Puente hacia Kiev»), яка зазнала нападу вандалів. Дощечку із назвою скульптури було викрадено, на пам'ятнику з'явилися графіті, а вздовж вулиці, на якій розташований монумент, простяглася широка траса. У Києві, як відомо, на Оболоні створили площу Сантьяго-де-Чилі з величною композицією у формі герба цієї держави.
- Кафедральний собор Сантьяго (заснований 1561 р.), де було організовано поминальне богослужіння в пам'ять про жертви Голоду 1932-33 рр.[6]

## Виноски
1. ↑  Chile Time. World Time Zones .org. Архів оригіналу за 11 вересня 2007. Процитовано 5 травня 2007. [Архівовано 2007-09-11 у Wayback Machine.]
2. ↑  Chile Summer Time. World Time Zones .org. Архів оригіналу за 11 вересня 2007. Процитовано 5 травня 2007. [Архівовано 2007-09-11 у Wayback Machine.]
3. ↑  Magnitude 8.8 — OFFSHORE MAULE, CHILE / USGS (WEB-Archive)
4. ↑  ООН: Жертвами землетрясения на Гаити стали около 300 тысяч человек / Корреспондент. Архів оригіналу за 2 березня 2018. Процитовано 15 липня 2017.
5. ↑  Presidenta Bachelet da inicio a la marcha blanca de Línea 6 de Metro de Santiago / Metro de Santiago
6. ↑  Парнікоза, Іван (17.05.2018). Українські сліди в Сантьяго та Чилі. Прадідівська слава. Українські пам’ятки (українська) . Микола Жарких. Архів оригіналу за 1 травня 2021. Процитовано 02.05.2021.
7. ↑  Lutz D. Schmadel. Dictionary of Minor Planet Names. — 5-th Edition. — Berlin, Heidelberg : Springer-Verlag, 2003. — 992 (XVI) с. — ISBN 3-540-00238-3.